# MOROP
MOROP er et europæisk forbund af modeljernbane- og jernbanevenner (fransk: Union Européenne des Modélistes Ferroviaires et des Amis des Chemin de Fer; tysk: Verband der Modelleisenbahner und Eisenbahnfreunde Europas). Medlemmerne er nationale forbund af jernbane- og modeljernbaneklubber. Navnet er sammensat af modeljernbane (Modélistes Ferroviaires, Model Railroad) og Europa (Europ, Europe). Det internationale forbund har hovedsæde i den schweiziske hovedstad Bern og er underlagt schweizisk ret.
MOROP's hovedformål er at udbrede og forbedre normer for modeljernbaner. Disse Normer for Europæiske Modeljernbaner (NEM, NEM-normer) fastlægges og opdateres af en teknisk kommission, hvor forskellige producenter også er med. Trods navnet indeholder NEM-normerne også anbefalinger og dokumentation.

## Historie
Modeltog blev for alvor udviklet i begyndelsen af 1900-tallet med stor succes. Det medførte en mængde nye producenter med hver deres systemer for sporvidder, størrelsesforhold osv. De var bevidst kun delvist kompatible, men det blev med tiden til et problem for afsætningen af modeller og tilbehør. Derfor gik modeljernbaneklubber og nationale forbund fra Belgien, Danmark, Frankrig, Italien, Schweiz, Tyskland og Østrig i 1954 i Genova sammen om et europæisk forbund for modeljernbane- og jernbanevenner med det formål at skabe ensartede normer for modeljernbaner.
Allerede i slutningen af 1950'erne var det vigtigste grundlag på plads. I 1980'erne og 1990'erne kom der flere normer og anbefalinger til om digitaldrift, modulbygning og inddeling i epoker. Siden da har MOROP ikke for alvor taget initiativ til normer. I stedet koncentrerer forbundet sig især om en årlig kongres, der går på skift mellem de nationale forbund. I tilslutning til de formelle ting er der typisk en uge langt rammeprogram med overvejende jernbaneudflugter.

## Medlemsforbund
Pr. 2019 omfatter MOROP 19 nationale forbund og to foreninger med mere end 30.000 enkeltmedlemmer.
- Belgien:
  - ASBL FEBELRAIL VZW (Fédération des Associations belges d'amis du Rail / Federatie van belgische verenigingen van spoorbelangstellenden)

- Danmark:
  - DMJU (Dansk Model Jernbane Union)

- Frankrig:
  - CDZ (Cercle Du Zéro)
  - FFMF (Fédération Française de Modélisme Ferroviaire)

- Italien:
  - FIMF (Federazione Italiana Modellisti Ferroviaire)

- Norge:
  - MJF (Modeljernbaneforeningen I Norge)

- Polen:
  - PZMK (Polski Związek Modelarzy Kolejowych i Miłośników Kolei)

- Rumænien:
  - TCR (Tren Clubul Roman)

- Schweiz:
  - SVEA (Schweizerischer Verband Eisenbahn-Amateur)

- Slovakiet:
  - Zvaz modelárov Slovenska, Združenie železničných modelárov Slovenska

- Spanien:
  - FCAF (Federació Catalana d'Amics del Ferrocarril)

- Tjekkiet:
  - SMČR, KŽeM CR (Svaz modelářů České republiky, Klub železničních modelářů)

- Tyskland:
  - ARGE Spur 0 (Internationale Arbeitsgemeinschaft Modellbahnbau Spur 0 e.V.)
  - BDEF (Bundesverband Deutscher Eisenbahn-Freunde e.V.)
  - SMV (Sächsische Modellbahner-Vereinigung e.V.)

- Ungarn:
  - MAVOE (Magyar Vasútmodellezők es Vasútbarátok Országos Egyesülete)

- Østrig:
  - VOEMEC (Verband Österreichischer Modell-Eisenbahn-Clubs)

### Foreninger
- Luxemburg:
  - MBM a.s.b.l. (Modelleisebunn Bassin Minier)

- Nederlandene:
  - TTN (TT Nederland)